# Michael Cox (giocatore di football americano)
Michael A. Cox (Boston, 14 novembre 1989) è un giocatore di football americano statunitense che gioca nel ruolo di running back per i New York Giants della National Football League (NFL). Fu scelto nel corso del settimo giro (253º assoluto) del Draft NFL 2013 dai Giants. Al college ha giocato a football all’Università del Massachusetts.

## Carriera professionistica

### New York Giants
Cox fu scelto nel corso del settimo giro del Draft 2013 dai New York Giants. Debuttò come professionista nella settimana 1 contro i Dallas Cowboys ritornando un kickoff per 26 yard. La prima gara come titolare la disputò nella settimana 8 contro i Philadelphia Eagles. La sua stagione da rookie si concluse con 43 yard corse in 14 presenze. Nella successiva continuò a trovare poco spazio, disputando solo quattro gare.

## Statistiche
| Partite totali      | 18 |
| Partite da titolare | 1  |
| Yard su corsa       | 76 |
| Touchdown su corsa  | 0  |

Statistiche aggiornate alla stagione 2014